# Maarud

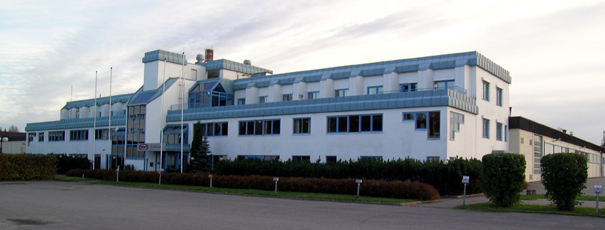
Maaruds fabrik i Sør-Odal, 2006.

Maarud är ett norskt livsmedelsföretag, grundat 1936, som tillverkar snacks, bland annat potatischips. 
Maaruds gård, där produktionen startade, ligger i Maarud, Sør-Odal. Innan snackstillverkningen började hade gården producerat mycket annat. Redan i juni 1928 var Maaruds gård först med att sälja datumstämplade ägg. På 1930-talet tillverkade man färdiga hus och hade ostproduktion. Snackstillverkningen skedde först i liten omfattning, men på 1960-talet, i och med att TV blev vanligt, kunde tillverkningen ske i mycket större skala.
Företaget såldes till Freia 1982 och blev en del av Kraft Foods 1992. 2008 köptes Maarud av private equity-fonden Herkules, som grundades samma år. Sedan 2014 ägs bolaget av tyska Intersnack Group.

### Fotnoter
1. ↑  ”Historien om MAARUD” (på norska). Arkiverad från originalet den 18 augusti 2019. https://web.archive.org/web/20190818142804/http://www.maarud.no/om-maarud/historien-om-maarud. Läst 19 maj 2019.
2. ↑  ”Estrella Maarud blir en del av Intersnack Group”. https://www.mynewsdesk.com/se/estrella/pressreleases/estrella-maarud-blir-en-del-av-intersnack-group-1000106. Läst 19 juni 2023.